# Lidia Broccolino
Lidia Broccolino (eigentlich Lidia Broccolini; * 10. Juli 1958 in Chieti) ist eine italienische Schauspielerin.
Broccolino debütierte in einem kaum gezeigten Film aus dem Jahr 1982, Fuori dal giorno, und entwickelte sich zu einer der interessantesten Darstellerinnen der 1980er Jahre, die in drei Filmen von Pupi Avati beim Publikum große Erfolge feiern konnte. Sie drehte auch mit anderen bedeutenden Regisseuren wie Marco Bellocchio, Peter Del Monte, Maurizio Nichetti und Francesca Archibugi, konnte aber letztlich die Erwartungen nicht erfüllen und war seit 1993 in nur noch drei weiteren Werken zu sehen. Stattdessen spielte sie Theater und war auch auf etlichen Festivals zu sehen.

## Filmografie (Auswahl)
- 1982: Fuori dal giorno
- 1983: Ein Schulausflug (Una gita scholastica)
- 1984: Die Abschlußfeier (Festa di laurea)
- 1986: Teufel im Leib (Il diavolo in corpo)
- 1987: Julia und Julia (Giuzlia e Giulia)
- 1988: Stray Days – Heiß auf Liebe (I giorni randagi)
- 2010: Il signore della truffa (Fernsehfilm)